# John Dumas de Champvallier
John Dumas de Champvallier, né le 19 avril 1826 à Saint-Pierre (Martinique) et mort le 1er mars 1890 dans le 7e arrondissement de Paris, est un homme politique français.

## Biographie
Petit-fils de Jean-Louis Dumas de Champvallier, député à la Législative, fils d'un ancien garde du corps de Louis XVIII, devenu procureur général à la Martinique, il s'occupe de la gestion de ses domaines en Charente. Il est conseiller général en 1864 et député de la Charente de 1871 à 1876, siégeant au centre droit, et de 1885 à 1890, siégeant à droite.

## Sources
- « John Dumas de Champvallier », dans Adolphe Robert et Gaston Cougny, Dictionnaire des parlementaires français, Edgar Bourloton, 1889-1891 [détail de l’édition]
- « John Dumas de Champvallier », dans le Dictionnaire des parlementaires français (1889-1940), sous la direction de Jean Jolly, PUF, 1960 [détail de l’édition]